# جبال الألب الأسترالية

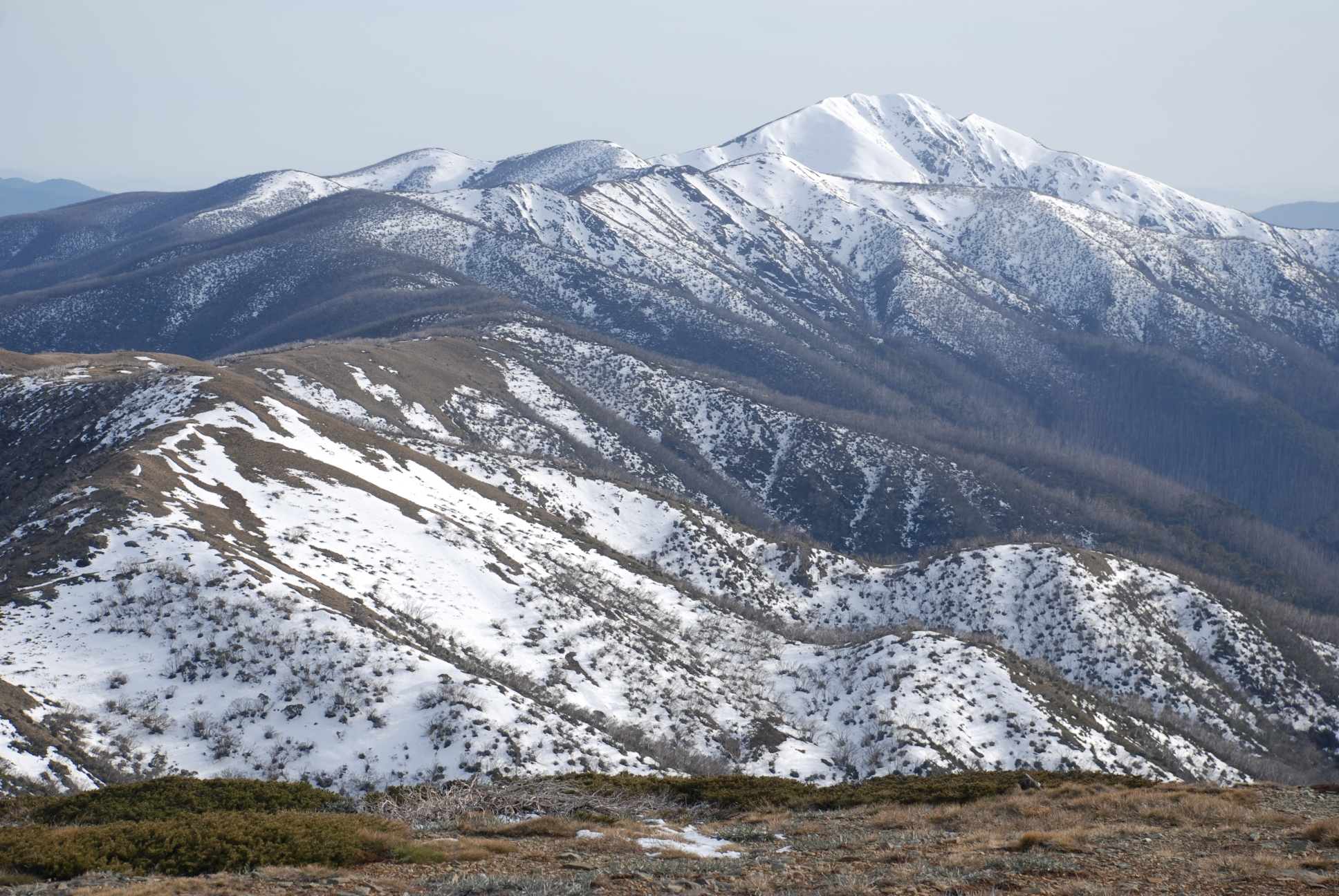
جبلي فيتهيرتوب ورازورباك.

جبال الألب الأسترالية هي سلسلة جبال في الزاوية الجنوبية الشرقية القصوى من أستراليا.
أعلى جبل في السلسلة هو جبل كوسيياسكو وارتفاعها 7,310 قدم أو 2,228 متراً.